# Dąbrowa Widawska (gmina)
Dąbrowa Widawska (od 1930 Widawa) – dawna gmina wiejska istniejąca do 1930 roku w województwie łódzkim. Siedzibą władz gminy była Dąbrowa Widawska.
Za Królestwa Polskiego gmina Dombrowo-Widawska należała do powiatu łaskiego w guberni piotrkowskiej. W dniu 31 maja 1870 do gminy przyłączono pozbawioną praw miejskich Widawę.
W okresie międzywojennym gmina Dąbrowa Widawska należała do powiatu łaskiego w województwie łódzkim. Jednostkę o nazwie gmina Dąbrowa Widawska zniesiono 18 lipca 1930 roku, w związku z jej przemianowaniem na gminę Widawa.